# ジューサー
ジューサー（英: juicer）は、野菜や果物からジュースを搾る調理器具。商用電源を用いた電動タイプが多い。

## 手動タイプ

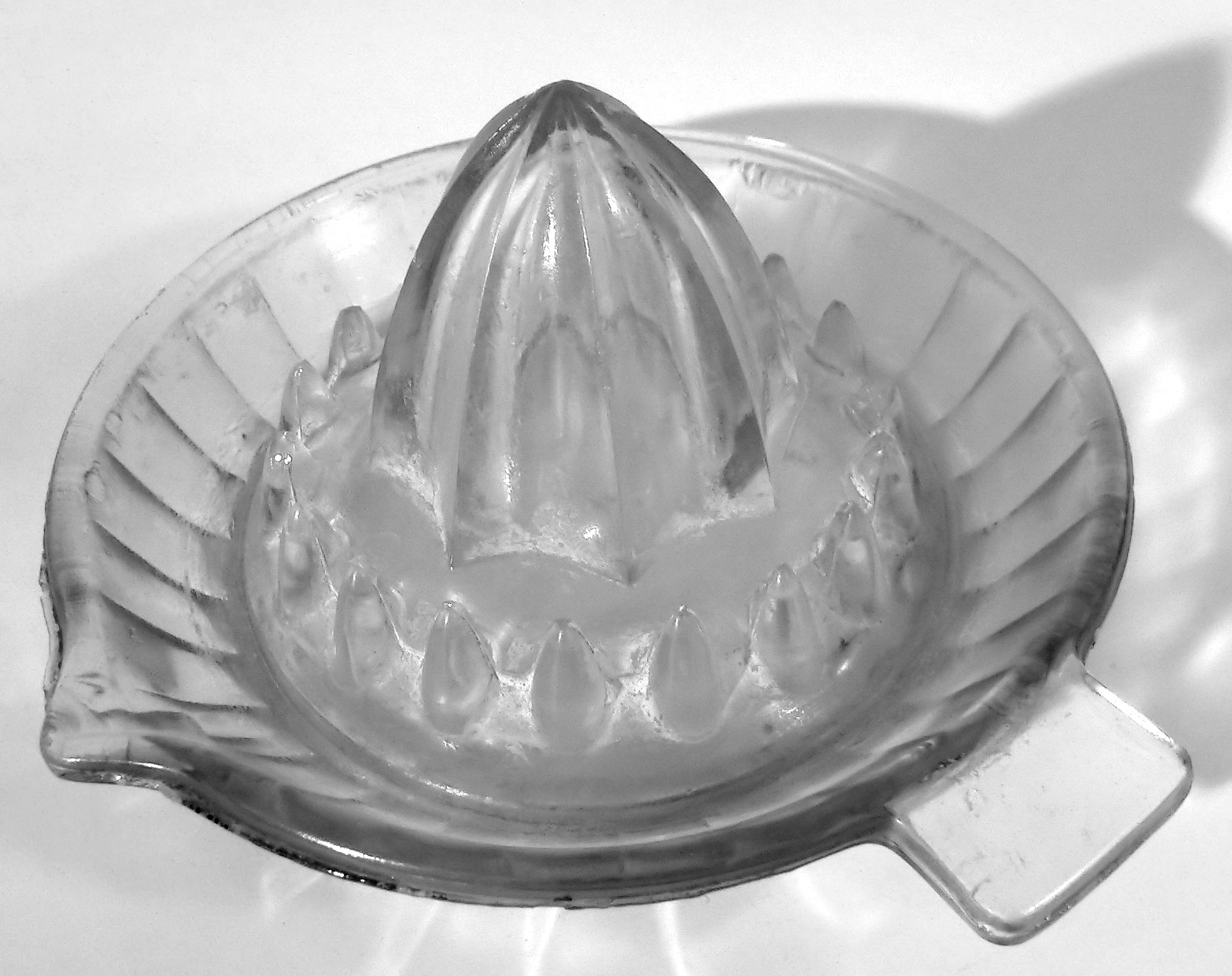
レモン絞り

手動のジューサーはスクイーザー（英：squeezer）、リーマー（英：reamer）あるいはジュースリーマー（英：juice reamer）とも呼ばれる。
通常、果物を入れるための容器と圧搾するためのハンドルがついており、容器の部分に切った果物を入れてハンドルを強く握ることでてこの原理を利用して圧搾する。また、柑橘類専用のものには半分に切った果物を凹凸をつけた山状の突起に押し付けながら回転させることで圧搾するものもあり、このタイプの代表的な製品としてレモン絞りがある。

## 電動タイプ

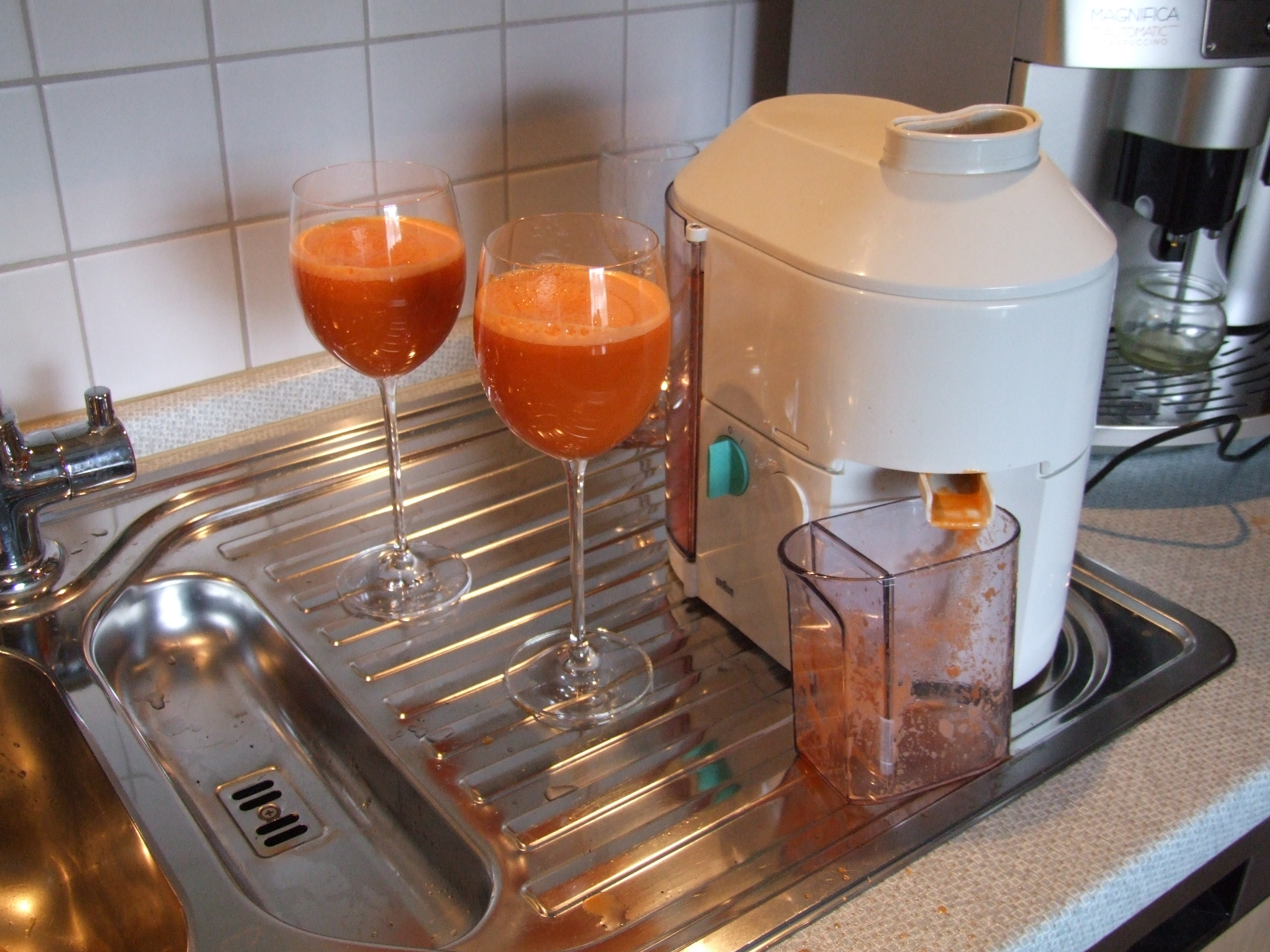
電動ジューサー

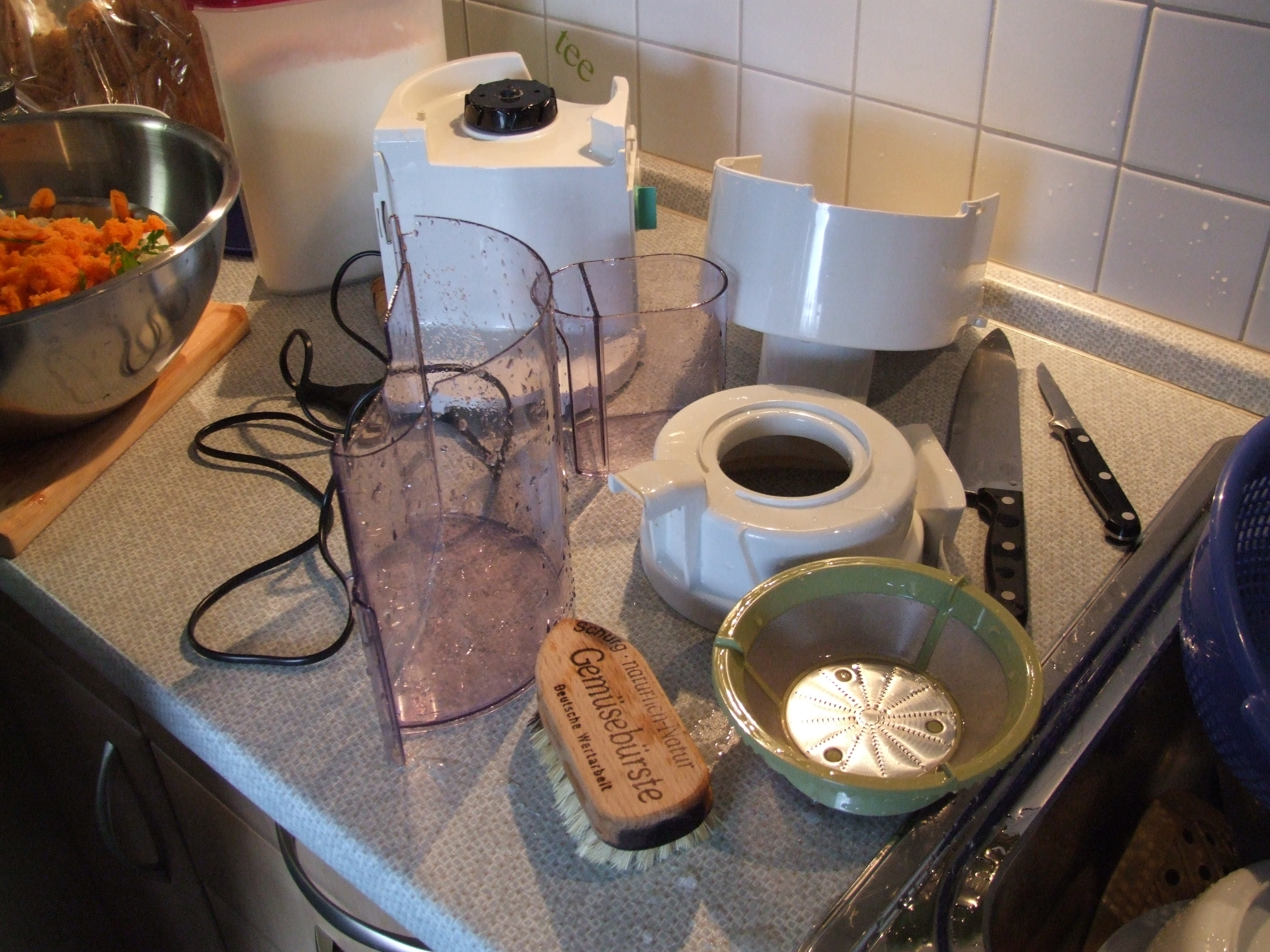
上記ジューサーを分解したところ 手前緑色が回転するザル

モーターを動力源として、容器の中で、底におろし金状の突起がついたザルが回転する。材料は筒状の投入口を通り、回転するおろし金に触れる。投入口から下方へ伸びた筒はおろし金の直上まで降りており、おろし金との間でわずかな隙間を作る。投入された材料は、筒の内壁で保持され、回転するおろし金で擦りおろされる。外皮を剥いた柑橘類やトマトなどは、柔らかいため自重で十分に擦りおろされるが、ニンジンやリンゴなどの堅い材料をおろし金へ押し付けるために、投入口から差し込む棒状の器具が付属している。擦りおろされた材料は、回転するザルによって繊維質とジュースに分離され、ジュースはザルの下に置かれたガラス製あるいは透明な樹脂製のカップに溜まる。ザルはすり鉢状をしており、搾汁された繊維質は遠心力でザルの縁から外へ出る。近年では横型のジューサーも多く普及している。横型ジューサーは同様に投入口から野菜を棒状の器具で押し込み、スクリューに押し付けることで野菜を砕く。砕かれた野菜は先端部分で圧搾され、これにより水分と繊維質を分離させる。圧搾部分は石臼式になっており、通常の縦型ジューサーよりも効率的に圧汁される。繊維質を容器内に貯める機種もあれば、別途備えられた絞り滓用容器へ取り込む機種もある。容器やザルは分解し、繊維質や汚れを洗浄できる。
繊維質を摂取することが健康に良いとの観点から、目を粗くした別のザルが付属する機種もある。
日本では「電気ジューサー」として家庭用品品質表示法の適用対象となっており電気機械器具品質表示規程に定めがある。
モーターを収めた本体をミキサーと共用できる製品も販売されており（複合製品）、日本では電気機械器具品質表示規程で「ジューサー・ミキサー」と表示することとされている。
また横型ジューサーの中には肉製品などもミンチにできるものがあり、ジューサー＆フードプロセッサーとして販売されている。。
類似の調理器具
- ミキサー
- フードプロセッサー

### 電気ジューサーに適する材料
果物
- 柑橘類
- リンゴ
- ナシ

野菜
- ニンジン
- トマト
- セロリ
- ダイコン

### 電気ジューサーに適さない材料
- 芋類
- バナナ
- オクラ